# Linda Douglas
Linda Douglas (nacida Mary Joanne Tarola; 27 de febrero de 1928 – mayo de 2017) fue una modelo y actriz estadounidense. Nacida en Portland, Oregón, comenzó a trabajar como modelo y a participar en concursos de belleza cuando era adolescente, y en 1947 fue nombrada princesa del Portland Rose Festival de Portland en representación al Grant High. Fue descubierta por un cazatalentos de Howard Hughes mientras estaba sentada en el vestíbulo de un hotel en Phoenix y finalmente se embarcó en una carrera como actriz en 1952. Bajo el nombre artístico de Linda Douglas, protagonizó dos westerns: Trail Guide y Target (ambos de 1952), seguidos del drama Affair with a Stranger (1953), en el que apareció con su nombre de pila.
Douglas saltó a la fama cuando se casó en 1952 con el productor de cine y mafioso Pat DiCicco, exesposo de Thelma Todd y Gloria Vanderbilt. La pareja se divorció en 1960 tras ocho años de matrimonio. Posteriormente, Douglas se casó con el jugador de las Grandes Ligas de Béisbol Hank Greenberg en 1966, tras lo cual pasó a llamarse Mary Jo Greenberg. Permaneció casada con él hasta su muerte en 1986. Falleció en Los Ángeles en 2017.

## Biografía

### 1928–1950: Primeros años
Douglas nació como Mary Joanne Tarola en Portland, Oregón, hija de Mildred (de soltera Andeerson) y Joseph Tarola. Su madre era originaria de Alaska, hija de inmigrantes suecos, mientras que su padre era un inmigrante italiano. Tenía dos hermanos mayores, Hoyt y Ralph, y se consideraba "un poco marimacho." Alta y rubia, Douglas llamó la atención a los 17 años de un agente de talentos de Howard Hughes mientras estaba sentada en el vestíbulo de un hotel en Phoenix. En ese momento se encontraba en Arizona visitando a su madre, quien, tras divorciarse del padre de Douglas, se había mudado allí por el clima más seco, en un intento por reducir los síntomas de la artritis.
Douglas aceptó inicialmente la invitación de Hughes y voló con su madre a Los Ángeles en uno de los aviones privados de Hughes para realizar las pruebas de cámara. Recordando el suceso, Douglas dijo: "Incluso entonces, Howard Hughes tenía una reputación cuestionable en lo que respecta a las mujeres. Esto fue después de que produjera The Outlaw con Jane Russell y tuviera una serie de novias famosas, entre ellas Jean Harlow. De todos modos, mi padre se enteró de esto—mis padres estaban divorciados—y le dijo a Howard Hughes que si me tocaba, le dispararía." Tras completar las pruebas de cámara, Hughes le ofreció a Douglas un contrato cinematográfico en RKO Pictures, pero ella lo rechazó. En primer lugar, su padre insistió en que debía terminar sus estudios. Regresó a Portland, donde terminó su último año en el Grant High School. Douglas trabajó como concursante de belleza y modelo en Portland, y fue nombrada reina del Portland Rose Festival en 1947.

### 1951–2016: Carrera cinematográfica y matrimonios
De vuelta en Los Ángeles, debutó en el cine con la película wéstern Trail Guide, seguida de Target (ambas de 1952), bajo el nombre artístico de Linda Douglas. El 12 de diciembre de 1952, Douglas se casó con el productor cinematográfico Pat DiCicco, exesposo de Thelma Todd y Gloria Vanderbilt, en Beverly Hills, California. Tras la boda, Douglas se retiró oficialmente de la actuación. "Nunca me interesó realmente", recordaba. "Y nunca me sentí cómoda con ello." Douglas y DiCicco se divorciaron finalmente en 1960, tras lo cual Douglas mantuvo una breve relación con el cantante Andy Williams.
A principios de la década de 1960, Douglas comenzó a salir con el jugador de las Grandes Ligas de Béisbol Hank Greenberg. Conoció a Greenberg brevemente en 1955, cuando visitó Nueva York para asistir a la Serie Mundial con su entonces esposo, DeCicco: "Éramos invitados de Dan Topping, el entonces copropietario de los Yankees... Mientras subíamos a nuestras limusinas frente al Hotel Park Lane, Pat me llevó aparte para presentarme a Hank Greenberg." Douglas recordó que, tras el encuentro, observó cómo DeCicco, Topping y otros en su limusina hacían comentarios antisemitas: "Fue mi primera experiencia con el antisemitismo. Me causó una gran impresión." El romance entre Douglas y Greenberg recibió una gran publicidad, y los dos se casaron en una pequeña ceremonia en Virginia a finales de noviembre de 1966, tras lo cual Douglas pasó a llamarse Mary Jo Greenberg.

### 1966–2016: Últimos años
Después de casarse con Greenberg, Douglas viajaba entre su casa en Los Ángeles y la de él en Nueva York, aunque la pareja acabó estableciéndose en Los Ángeles. Vivían en la Fields House, una casa de estilo Regencia en Beverly Hills diseñada por el arquitecto Craig Ellwood. Douglas enviudó en 1986 tras la muerte de Greenberg y pasó el resto de su vida viviendo en la casa que había compartido con él. En julio de 1999, creó la Mary Jo and Hank Greenberg Animal Welfare Foundation, una organización sin ánimo de lucro dedicada al bienestar de los animales sin hogar y abandonados.

## Muerte
Douglas murió en mayo de 2017 en Los Ángeles.

## Filmografía
| Año  | Título                        | Papel        | Notas              | Ref.  |
| ---- | ----------------------------- | ------------ | ------------------ | ----- |
| 1952 | Trail Guide                   | Peg Masters  |                    | [ 8 ] |
| 1952 | Target                        | Terry Moran  |                    | [ 8 ] |
| 1953 | Affair with a Stranger        | Dolly Murray | As Mary Jo Tarola  | [ 8 ] |
| 2001 | SportsCentury: Hank Greenberg | Ella misma   | documental de ESPN |       |